# 曼达尔加尔
曼达尔加尔（Mandalgarh），是印度拉贾斯坦邦Bhilwara县的一个城镇。总人口20161（2001年）。

## 人口
该地2001年总人口20161人，其中男性10351人，女性9810人；0—6岁人口2967人，其中男1526人，女1441人；识字率50.01%，其中男性为63.40%，女性为35.88%。